# Puyo Puyo~n
Puyo Puyo~n (ぷよぷよ〜ん, Puyopuyōn) (conhecido como Puyo Puyo 4 e Puyo Puyo ~n Party no Nintendo 64) é um jogo eletrônico de quebra-cabeça que foi lançado em 1997 no Nintendo 64, PlayStation, Dreamcast e Game Boy Color apenas no Japão. O jogo foi desenvolvido e editado pela Compile.
O jogo é parte da série Puyo Puyo.

## Sistema de jogo
O modo do jogo é o mesmo modo do Puyo Puyo 2, so adicionando Specials para impedir que os puyos danos caem, sejam eliminados ou sejam transformados em puyo normais